# 文藝峰
文 藝峰（ムン・イェボン、ハングル:문예봉、1917年1月3日 - 1999年3月26日）は、朝鮮および北朝鮮にて映画および舞台劇の分野で活躍した女優。本名は文 丁元（ムン・ジョンウォン、ハングル: 문정원）、創氏改名による日本名は林 丁元。可憐な娘役や若妻役を多くこなし、「朝鮮のリリアン・ギッシュ」とも称された。

## 経歴

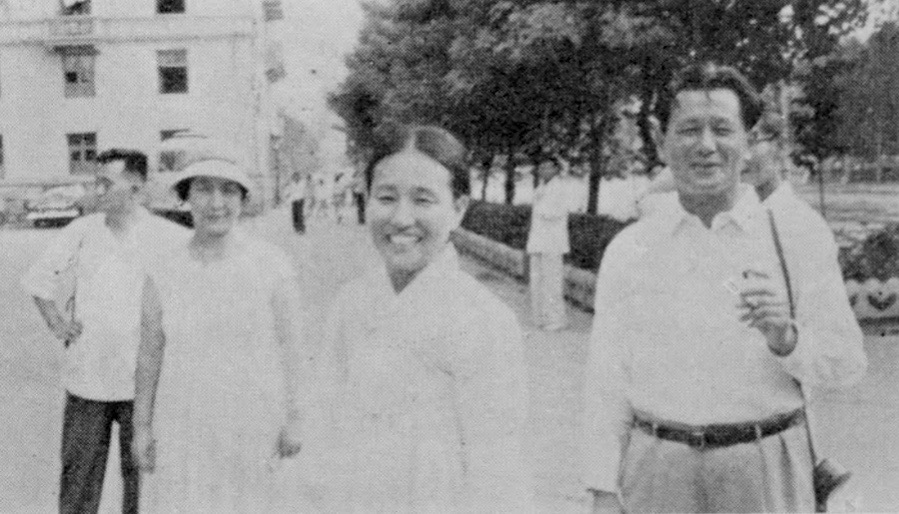
左から一人おいて、安部キミ子、文藝峰。1960年、平壌市にて。

咸鏡南道咸興で生まれたとされるが、京城府出身であるという説もある。幼い頃に実母と離別（死別によるものなのか離婚によるものなのかは定かではない）、姉も親族に預けられる事となり、幼くして家族との離別を相次いで体験した。彼女は父親で、移動劇団のリーダー兼俳優の文秀一（ムン・スイル、문수일）や継母らと共に、劇団の巡業に同行した。そのためまともな教育を受ける機会に恵まれなかった。 
文秀一は借金の担保として舞台道具を差し押さえられた事をきっかけに、清津で採用試験を受けて監獄の刑務官となり、俳優業を廃業していたが、1922年に勤務先の刑務所で服役していた映画監督の尹逢春（ユン・ボンチュン）と知り合ったのをきっかけに、再び俳優業を再開した。彼女も父親に従い、再び巡業に参加した。
13歳の頃には、子役俳優として既に舞台に立つようになっており、15歳頃からは成人の役もこなすようになった。この時彼女が出演していた舞台を鑑賞していた映画俳優･監督の羅雲奎が彼女に目を留め、李圭煥（イ・ギュファン）の監督デビュー作品『主なき渡し船』（1932年）のヒロイン役に彼女を推挙した。彼女は羅雲奎演じる船頭の娘役を演じたことをきっかけに一躍スターとなり、当時の大スター金蓮實（キム・ヨンシル）と人気を二分した。
第2作目は、朝鮮初のトーキー映画『春香伝』（1935年）だった。彼女は主役成春香役を演じた。その後彼女は朝鮮映画製作株式会社京城撮影所に入社し、撮影所製作の映画に出演した。映画デビュー作同様の、清楚な農村の女性役を演じる機会が多かった。1936年に『旅人』の録音作業のため日本に渡った時、水谷八重子から親しく話しかけられたが、日本語が分からなかった彼女は返答に困り、トイレに駆け込んで泣いたというエピソードが残っている。同年に製作された作品のひとつでは、父親文秀一と共演した。
1933年、彼女は劇作家の林仙圭（イム・ソンギュ、임선규）と結婚した。夫との間に2男2女を儲けた後も、引き続き女優として仕事を続けた。林仙圭は朝鮮総督府が主催する演劇コンテストに作品を出品したり、また親日系演劇団体である朝鮮演劇文化協会の理事を務めるなど、親日派と目される活動を行った。妻である彼女も、いわゆる国策映画への出演機会が増え、朝鮮総督府の管轄団体「映画企画審議会」が携わり、朝鮮出身ながら日本の映画業界で活動した日夏英太郎（許泳）の監督作品『君と僕』（1941年）や、朝鮮映画が第1号作品として制作した『若き姿』（1942年）などに出演した。いずれも創氏改名で日本名を名乗った朝鮮人夫妻の妻の役を演じ、日本軍に志願する夫を見守る役柄であった。このため、2008年に韓国の民族問題研究所が、親日派人名録の収録予定者名簿の映画部門に、夫である林仙圭の名前ともども、彼女の名前を収録している。
終戦後、彼女は朝鮮映画同盟に参加して中央執行委員となったが、1948年に建国間もない北朝鮮へ林仙圭や子供たちと共に移り、『我が故郷』 (1949年) に出演したのを皮切りに、『少年パルチザン』(1951年)(51)、『パルチザンの乙女』(1954年)、『新婚夫婦』(1955年)、『金剛山の乙女』(1959)、『赤い花』(1963年)、『成長の道』(1965年)、『返ってきた名前』などの作品に出演した。朝鮮戦争時は、戦時慰問のラインダンスの公演にも参加し、1952年、北朝鮮の俳優で初となる功勲俳優の称号を受けた。1948年に最高人民会議一期代議員選出、1952年に北京平和会議に出席、1958年に朝・ソ親善協会中央委員、1961年に祖国平和統一委員となった。
1967年に甲山派の粛清に巻き込まれ、復古主義、宗派主義者と批判を受け、1970年代末までは一線から外され、巡回劇団に異動となっていた。1980年に復帰し、1982年に人民俳優の称号を授与。晩年はハーグ事件を題材に申相玉が製作し崔銀姫がメガホンを取った『帰らざる密使』や、協同農場を題材とした『われらの新しき世代』 (1996年)などに出演した。
1985年、『銀のかんざし』と『春の日の雪解け』のロケのため来日した。1999年に亡くなり、墓地は愛国烈士陵に設けられた。

## フィルモグラフィ
- 1932年『主なき渡し舟』
- 1935年『春香伝』
- 1936年『薔薇紅蓮伝』
- 1937年『人生航路』
- 1937年『旅人』
- 1940年『授業料』『君と僕』
- 1941年『家なき天使』『志願兵』
- 1943年『朝鮮海峡』
- 1945年『愛と誓ひ』
- 1948年『我が故郷』
- 1951年『少年パルチザン』
- 1954年『パルチザンの乙女』
- 1955年『新婚夫婦』
- 1956年『白頭山が見える』
- 1959年『金剛山の乙女』『春香伝』
- 1963年『赤い花』
- 1964年『侵略船シャーマン号』
- 1965年『成長の道』
- 1980年『春香伝』
- 1982年『二人の船長』
- 1983年『我らはみな一つの家族』
- 1984年『帰らざる密使』『青い松』
- 1985年『生命水』『銀のかんざし』『春の日の雪解け』
- 1986年『光州は叫ぶ』『偉大なる懐』
- 1991年『君のための交響詩』
- 1992年『バード』『われら新世代』
- 1996年『われらの新しき世代』
- 1997年『後日の私の姿』